# 赫图阿拉城
赫图阿拉城（转写：Hetu Ala），亦作赫图阿喇、黑秃阿喇、黑图阿拉等，“赫图阿拉”为满语“横岗”之意，是指女真族首领努尔哈赤在今辽宁省抚顺市新宾满族自治县永陵镇老城村境内建国称汗的第一个都城。1622年努尔哈赤迁都辽阳筑新城后，始称赫图阿拉为老城。1634年皇太极下令将汉名改为兴京（穆麟德轉寫：yenden hoton）。2006年，以赫图阿拉故城之名列入第六批全国重点文物保护单位。

## 地理位置
赫图阿拉城始建于1603年，城址位于今辽宁省抚顺市新宾满族自治县永陵镇东3公里，在苏子河与二道河汇合处东南的一处台地上。城址东南依白岔山，西隔二道河与烟囱山相望，南连羊鼻子山，北隔苏子河与腰岭山相对。全城依山而筑，垒土为郭，三面环水，一面靠山，具有万山朝拱、易守难攻之势。

## 构造
赫图阿拉城为一城一郭。内城周五里，外城周十里，城内地势南高北低，四周筑有高高的城垣。《筹辽硕画·东夷传》记载：“内城高七丈，杂筑土石，或用木植横筑之。城上环置射箭穴窦，状若女墙，门皆用木板。内城居其亲戚，外城居其精悍卒伍，内外见居人家约二万户。北门外则铁匠居之，专治铠甲。南门外则弓人、箭人居之，专造孤矢。东门外则有仓廒一区，共计一十八照，每照各七八间，乃是贮谷之所”。赫图阿拉城共有九门，南三门、北三门、东二门、西一门。外城平面呈圆角方形，周长5230米。内城因山就势建于横岗之上，周长为2027米，内城占地24.6万平方米。城内尊号台（俗称金銮殿）、望楼址、协领衙门、民衙门（俗称“大狱”）、八旗衙门、昭忠寺、刘公祠、城隍庙、关帝庙、文庙、魁星楼、状元桥、驸马府、古井、教场（俗称点将台）、铠甲厂、弓矢厂及仓廒址等主要遗迹尚存。城内出土遗物有铁刀、铁削、矛、马镫、铁镞、铁头盔；青花瓷碗、碟、盘；板瓦、角瓦、滴水、砖等。